# Lithobates sylvaticus
Lithobates sylvaticus е вид жаба от семейство Водни жаби (Ranidae). Видът не е застрашен от изчезване.

## Разпространение
Разпространен е в Канада (Албърта, Британска Колумбия, Квебек, Лабрадор, Манитоба, Нова Скотия, Нунавут, Ню Брънзуик, Нюфаундленд, Онтарио, Остров Принц Едуард, Саскачеван, Северозападни територии и Юкон) и САЩ (Айова, Алабама, Аляска, Арканзас, Вашингтон, Вирджиния, Върмонт, Делауеър, Джорджия, Западна Вирджиния, Илинойс, Индиана, Кентъки, Колорадо, Кънектикът, Масачузетс, Мейн, Мериленд, Минесота, Мисури, Мичиган, Монтана, Ню Джърси, Ню Йорк, Ню Хампшър, Оклахома, Охайо, Пенсилвания, Род Айлънд, Северна Дакота, Северна Каролина, Тенеси, Уайоминг и Уисконсин).